# Табанин, Сергей Николаевич
Сергей Николаевич Табанин (род. 24 сентября 1926) ― советский и российский хозяйственный и общественный деятель, участник Великой Отечественной войны, почётный гражданин города Северодвинска (2015).

## Биография
Родился 24 сентября 1926 года в деревне Марека Шенкурского района Архангельской области. D 1934 года вся семья переехала жить в Архангельск. В том же году умер отец, а мать осталась с шестью детьми. Завершил обучение в начальной школе, поступил учиться в техникум связи. Здесь обучался до третьего курса до 1942 года. С 1943 года добровольцем призван в ряды Красной Армии. Был направлен на Северный флот, прошёл обучение на гидроакустика и приступил к службе в Советском Заполярье. Сначала оказался на лодке С-15 капитана 3-го ранга Г. К. Васильева. За время службы принял участие в десяти боевых походах, которые длились от двух недель до месяца. Восемнадцатилетие встретил на глубине.
Во время службы завершил обучение в 10 классе школы рабочей молодежи, учился на вечернем отделении. Во время отпуска в Архангельске успешно сдал экзамены на заочное отделение педагогического института - на физико-математический факультет. Было предложение поступать в военное училище в Ленинград, но Сергей Николаевич отказался. В 1951 году уволился со службы и возвратился к родным в Архангельск.
В члены КПСС вступил ещё в армии, стал работать на должности инструктора райкома партии. В его ведении были суда арктической зоны. Позже стал работать первым секретарем Соломбальского райкома комсомола, был назначен на должность директора научной библиотеки. Трудился старшим цензором в областной литературе.
Проходил обучение в Высшей партийной школе в Ленинградской школе милиции. В Северодвинске с 1964 года работал на должности заместителя начальника управления внутренних дел. Службу в МВД закончил в звании полковник милиции. После окончания службы стал трудиться старшим инструктором городского комитета ДОСААФ, учителем в школе № 33. Активно участвовал в общественной деятельности города, являлся членом совета ветеранов городского УВД.
23 апреля 2015 года решением городского Совета депутатов города Северодвинска ему присвоено звание «Почетный гражданин города».
Проживает в городе Северодвинске.

## Награды и звания
- Орден Отечественной войны II степени
- Орден Знак Почёта
- Медаль «За оборону Советского Заполярья»
- Медаль «За победу над Германией в Великой Отечественной войне 1941—1945 гг.»
- другими медалями

- Почётный гражданин города Северодвинска (2015).